# Larissa Keat

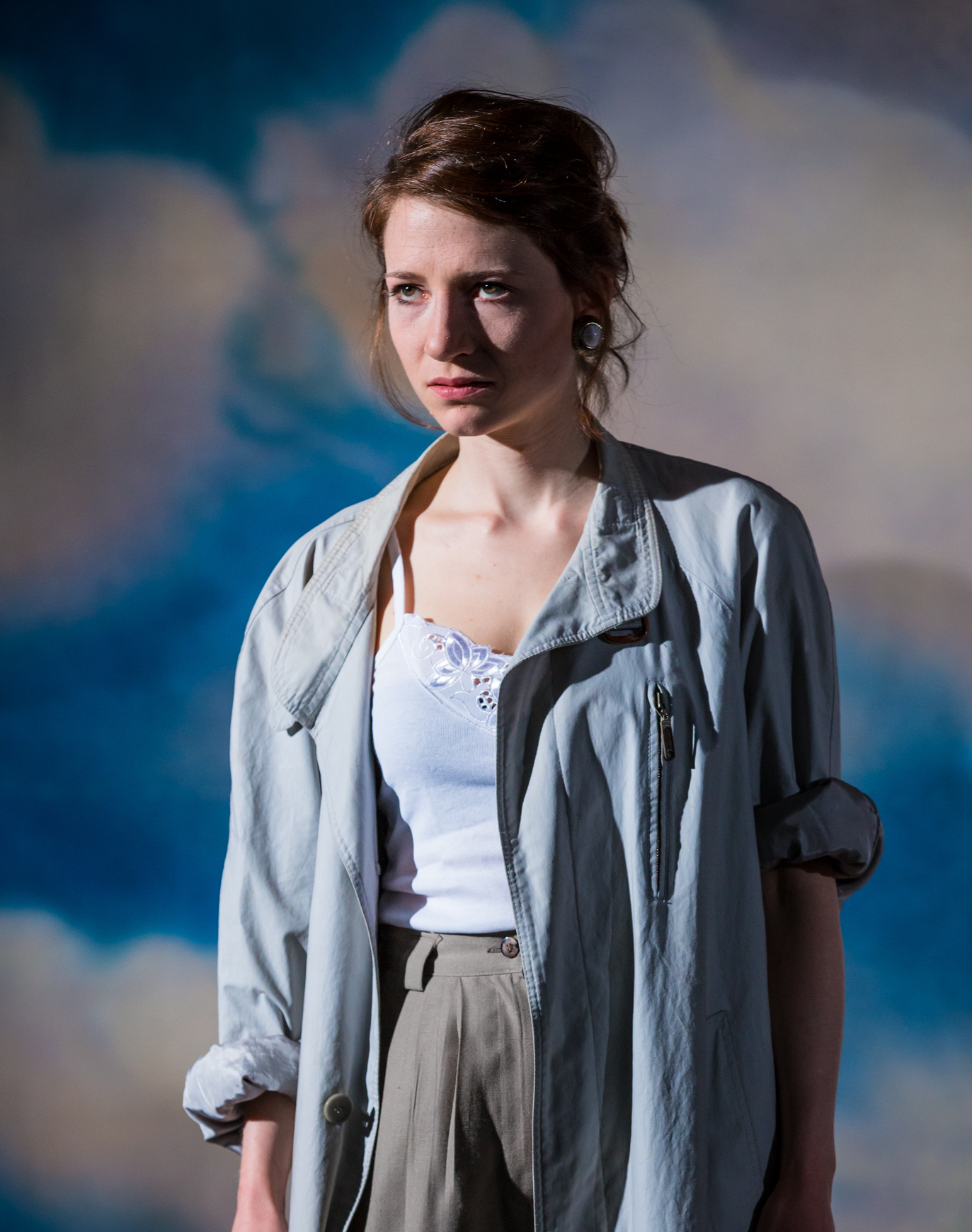
Larissa Keat, 2016, die Troerinnen

Larissa Rebecca Keat (* 1989 in Lenzburg, Schweiz) ist eine schweizerisch-amerikanische Schauspielerin, Regisseurin und Performerin.

## Leben
Larissa Keat wurde als ältere von zwei Töchtern ihres US-amerikanischen Vaters und ihrer Schweizer Mutter in Lenzburg geboren. Aufgewachsen ist sie größtenteils in Siglistorf, einem kleinen Dorf nahe der deutschen Grenze. Seit 2013 lebt sie in Hamburg, wo sie für ihr Schauspielstudium hinzog.
Nach ihrer Matura 2009 an der Kantonsschule Baden machte sie den künstlerischen Vorkurs an der Zürcher Hochschule der Künste, wo sie ihr Studium in Szenografie begann. Nach einem Jahr wechselte sie jedoch das Studium und absolvierte von 2013 bis 2016 ihre schauspielerische Ausbildung am Schauspiel-Studio Frese in Hamburg.
Ihre ersten Schauspielerfahrungen machte sie im «Atelier Kunterbunt» mit elf Jahren. Danach war sie acht Jahre Ensemblemitglied im Jungen Theater Baden. Seit ihrer Ausbildung ist sie als freie Schauspielerin und Performerin tätig und war unter anderem am Deutschen Schauspielhaus Hamburg (Regie: Schorsch Kamerun), auf Kampnagel Hamburg (Choreografie: Patricia Carolin Mai) und auch des Öfteren in der Schweiz am Jungen Schauspielhaus Zürich oder am DAS Theater an der Effingerstrasse zu sehen.
Ein weiterer Teil ihrer Arbeit ist ihr Schaffen in der Freien Szene, für die sie diverse eigene Stücke geschrieben und auf die Bühne gebracht hat (#Die Kapsel, NowHere Land).
Mit der Performance Rally Against Radicalisation in Marrakesch und Marseille arbeitete sie erstmals außerhalb des deutschsprachigen Raums.

## Schauspielerin

### Theater
- 2011: Candide von Voltaire am Theater Neumarkt, Regie: Florian Huber
- 2012: Romulus der Grosse von Friedrich Dürrenmatt, Junges Theater Baden, Regie: David Imhoof
- 2015: Bier für Frauen von Felicia Zeller, Regie: Saskia Kaufmann
- 2016: Kristina und Descartes von Josh Goldberg, Salontheater Eppendorf
- 2017: Katastrophenstimmung von Schorsch Kamerun am Deutschen Schauspielhaus Hamburg, Regie: Schorsch Kamerun[7]
- 2018: Darwins Slipslop von Josh Goldberg, Salontheater Eppendorf[8]
- 2018–2019: Nachspielzeit von Jan Sobrie, Junges Schauspielhaus Zürich, Regie: Jan Sobrie[9][10][11]
- 2019: Ein Bild von Lydia nach Lukas Hartmann, DAS Theater an der Effingerstrasse, Bern, Regie: Markus Keller[12][13]
- 2019: Einer flog übers Kuckucksnest nach Ken Kesey, DAS Theater an der Effingerstrasse, Bern, Regie: Alexander Kratzer[14]
- 2020: Smith & Wesson - Rachels grosses Wagnis von Alessandro Baricco, DAS Theater an der Effingerstrasse, Bern, Regie: Markus Keller[15]
- 2020: Der Übergang, Immersives Theater, Freie Szene Schleswig-Holstein, Regie: Johanna Sara Schmidt, Hatto ter Hazeborg[16]

### Film
- 2012: Wenn es einfach schwierig wird, Imagefilm, Regie: Jürg Ebe
- 2016: Mona, Bachelorfilm, Regie: Sonja Presich
- 2018: Die andere Seite, Episode: Das Haus der Seelen, TV-Serie, TLC, Regie: Florian Anders
- 2018: Zahltag, SAE Abschlussfilm, Regie: Alexander Lobinski
- 2019: Amaia, 29, Independent Kurzfilm, Regie: Madhu Chandra
- 2020: Mosaik Teaser, Tapir Filmatelier

## Weitere künstlerische Tätigkeit

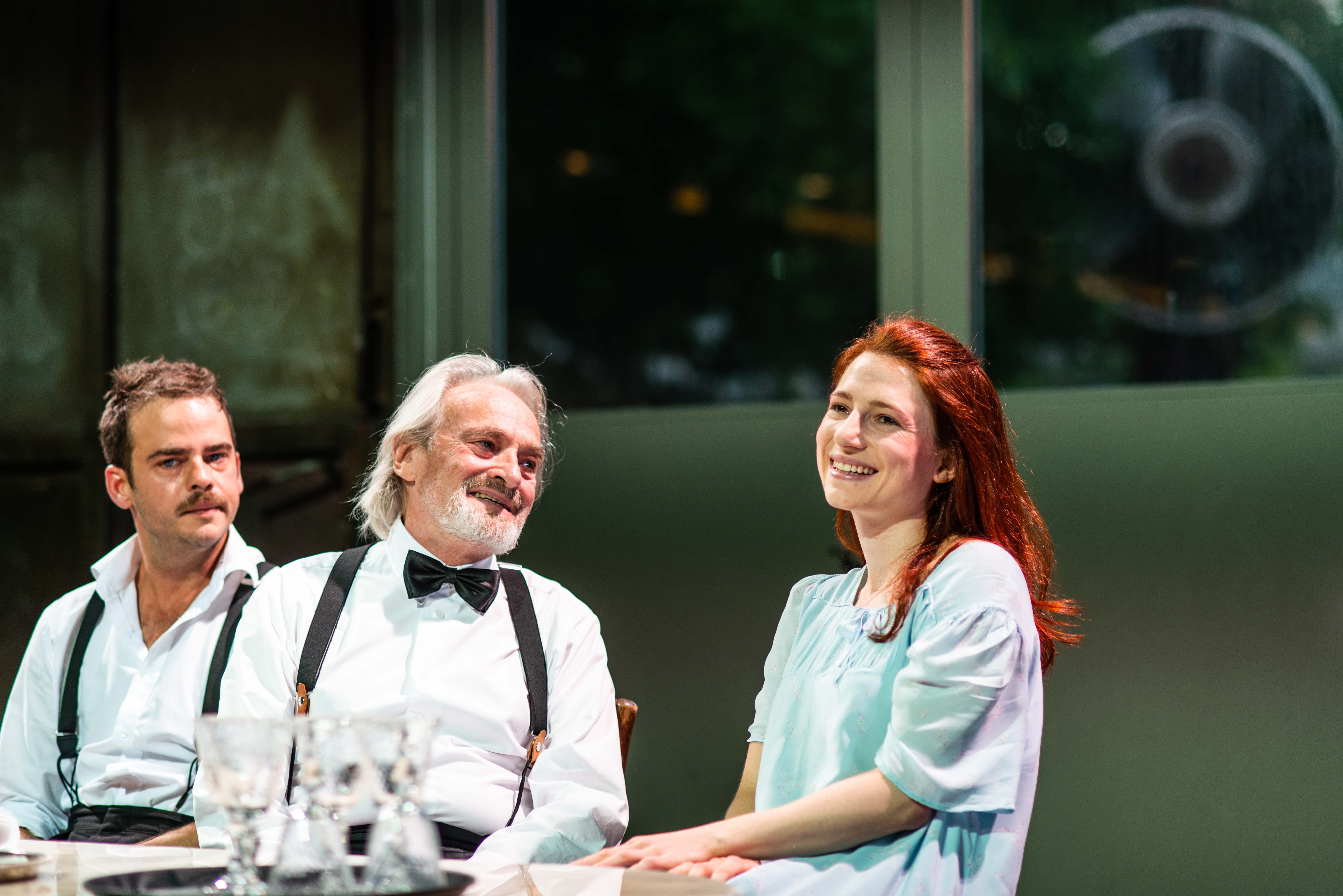
Larissa Keat 2018 in Nachspielzeit von Jan Sobrie am Jungen Schauspielhaus Zürich

### Regisseurin
- 2016: #DieKapsel, Theaterperformance, Hamburger Sprechwerk / Monsun-Theater Hamburg

### Performerin
- 2015: Nearly There, Tanztheater der Gruppe Bassedanse, Mojo Club Hamburg
- 2016: Catan Allay, Tanzstück, Kampnagel, Choreografie: Patricia Carolin Mai
- 2017: PartitanZ, Performance am Lunatic Festival Lüneburg, Konzept: Marit Persiel
- 2018: Rally Against Radicalisation, Performance im öffentlichen Raum, Marrakesch/Hamburg/Marseille, Choreografie: Dace Jonele[6]
- 2019–2020: Dann gibt es nur eins! nach Wolfgang Borchert, Freiluftperformance im Rahmen des Hiroshima Gedenktages und der Bonhoeffer Tage (St.Petri Kirche Hamburg)

### Sprecherin
- 2012: Ohrenweide, Audiowalk, Theaterspektakel Zürich
- 2017: Live Hörspiel, Krimi Komplizen, Nachtasyl Hamburg
- 2018: Aus: Du und ich und alle anderen Kinder von Bart Moeyaert, Lauschzeit, Junges Schauspielhaus Zürich[17]
- 2020: Poetischer Beitrag Die Elbe, Wolfgang Borchert, NDR-Kultur

### Synchronisation
- 2020: Alizée in der Schweizer Serie HELVETICA, SRF

### Eigene Produktionen
- 2012: Engel, Kinderstück, Text/Spiel
- 2016: #DieKapsel, Theaterperformance, Hamburger Sprechwerk/Monsun-Theater Hamburg, Konzept- und Textmitarbeit/Produktion/Regie
- 2016: S´Goldige Nüteli, Kinderstück, Text/Spiel
- 2018: NowHere Land! – Oder wo der Bartli den Most holt, Theaterrecherche, Monsun-Theater Hamburg, Idee/Text/Produktion/Spiel/Co-Regie[4][5]